# ¡Alto Ahí! Basta de Violencia Policial
Alto ahí!: Basta de violencia policial es una campaña de algunas ONG y personalidades vinculadas a los derechos humanos que busca poner fin a la violencia de las policías de Chile en contra de la sociedad civil. 
Los organizadores consideran que, a pesar de dos decenios seguidos de democracia a la fecha, la población sigue siendo víctima de tratos violentos y degradantes sistemáticamente por parte de las policías, donde los grupos más vulnerables y discriminados serían los más afectados. Según la campaña, este fenómeno, que sería ilegal, pondría en riesgo la integridad de las personas y la convivencia democrática.
La iniciativa fue lanzada en septiembre de 2008 y sus objetivos generales son sensibilizar a la ciudadanía sobre este fenómeno y proponer reformas administrativas y legislativas que resguarden a las personas del abuso policial.